# كابيل واين (أنغلزي)
كابيل واين (بالإنجليزية: Capel Gwyn)‏ هي قرية تقع في المملكة المتحدة في ويلز.